# ジョン・ヘンケン
ジョン・ヘンケン（John Frederick Hencken、1954年5月29日- ）は、アメリカ合衆国の競泳選手。平泳ぎを専門とした選手で、1972年ミュンヘンオリンピック、1976年モントリオールオリンピックの2大会で金メダル3個を含め合計5つのメダルを獲得。100m、200m平泳ぎと400mメドレーリレーで13回の世界記録を樹立。1980年モスクワオリンピックの代表にも選出されていたが、アメリカのボイコットのため3大会連続のオリンピック出場はならなかった。